# 일리리쿰
일리리쿰(라틴어: Illyricum)은 일리리아 왕국의 자리에 세워진 로마 속주이다. 현대 알바니아의 드린강부터 북부의 이스트리아, 동부의 사바강까지에 위치해 있다. 수도는 현대 크로아티아의 스플리트 근처의 살로나이였다.
일리리아 왕국은 기원전 168년 로마군이 일리리아 왕 겐티우스의 군대를 격파한 뒤 로마의 일부가 되었다. 기원전 167년 일리리아는 로마 식민지가 되었으며, 초기에는 일리리아, 달마티아, 이아피디아와 리부르니아의 4개 괴뢰 공화국에 의해 통치되었으나 곧 일리리쿰 속주로 재편되었다. 이 지역에서 로마의 세력권이 커짐과 함께 새로운 영역이 계속 일리리쿰에 흡수되었는데, 로마가 이 지역의 패권을 완전히 확립한 것은 기원전 11년 판노니아를 완전히 점령하면서부터였다.
9년의 판노니아, 달마티아인들의 반란이 10년에 진압당한 뒤 일리리쿰은 북쪽의 판노니아와 남쪽의 달마티아로 분할되었다. 그러나 일리리쿰이라는 이름 자체는 계속 일상적으로 쓰였으며, 이후 디오클레티아누스의 사분통치가 시작되며 판노니아, 노리쿰, 크레타, 그리고 트라키아를 제외한 모든 발칸반도가 "일리리쿰"으로 명명되었다.

## 같이 보기
- 일리리아
- 판노니아
- 달마티아